# Матьє Февр
Матьє Февр (фр. Mathieu Faivre) — французький гірськолижник, триразовий чемпіон світу. 
Февр спеціалізується в гігантському слаломі. Він представляв Францію на двох Олімпіадах та п'яти чемпіонатах світу. На чемпіонаті світу 2017 року він виграв свою першу золоту медаль як член французької команди в командних змаганнях з паралельного слалому. На чемпіонаті світу 2021 року Февр здобув дві золоті медалі — в гігантському слаломі та паралельному гігантському слаломі. 

## Виступи на Олімпійських іграх
| Рік  | Місце проведення          | СЛ | ГС | СГ | ШС | КМ |
| ---- | ------------------------- | -- | -- | -- | -- | -- |
| 2014 | Сочі, Росія               | —  | 24 | —  | —  | —  |
| 2018 | Пхьончхан, Південна Корея | —  | 6  | —  | —  | —  |
| 2022 | Пекін, Китай              | —  | 3  | —  | —  | —  |

## Виступи на чемпіонатах світу
| Рік  | Місце проведення          | СЛ | ГС   | СГ | ШС | КМ | ПС  | КЗ |
| ---- | ------------------------- | -- | ---- | -- | -- | -- | --- | -- |
| 2013 | Шладмінг, Австрія         | —  | 21   | —  | —  | —  | Н/Д | —  |
| 2015 | Вейл/Бівер-Крик, США      | —  | DNF1 | —  | —  | —  | Н/Д | 5  |
| 2017 | Санкт-Моріц, Швейцарія    | —  | 9    | —  | —  | —  | Н/Д | 1  |
| 2019 | Оре, Швеція               | —  | 17   | —  | —  | —  | Н/Д | 5  |
| 2021 | Кортіна-д'Ампеццо, Італія | —  | 1    | —  | —  | —  | 1   | —  |